# 69th 레지멘트 아머리
69th 레지멘트 아머리(영어: 69th Regiment Armory)은 미국 뉴욕주 뉴욕에 위치한 실내 경기장이다. 과거 NBA 뉴욕 닉스의 제2홈경기장으로 사용했다.